# Samuel Schatzmann
Pour les articles homonymes, voir Schatzmann.
Samuel Schatzmann, né le 12 octobre 1955 et mort le 2 novembre 2016 à Oftringen, est un cavalier suisse de dressage.

## Carrière
Il remporte la médaille d'argent par équipe aux Jeux olympiques de 1988 à Séoul en compagnie d'Otto Hofer, Daniel Ramseier et Christine Stückelberger.

## Palmarès

### Jeux olympiques d'été
- Médaille d'argent du dressage par équipe aux Jeux olympiques de 1988 à Séoul,  Corée du Sud

### Championnat d'Europe
- Médaille de bronze aux du Championnat d'Europe de dressage par équipe 1989 à Mondorf,  Luxembourg.

## Source, notes et références
1. ↑  Dr. Samuel Schatzmann gestorven
2. ↑  (nl) Dr. Samuel Schatzmann verstorben